# فرانسيس ريتشاردز
فرانسيس ريتشاردز هي رسامة كندية، ولدت في 1852، وتوفيت في 1934.